# 与俄罗斯公寓爆炸案有关的死亡名单
许多人与俄罗斯公寓爆炸案有关的人据称因与此事牵连被杀。

## 相关死亡名单

### 作家
- 亚历山大·利特维年科，原FSB中校，是有关这些事件的两本书的作者，他在伦敦被用钋-210暗杀[1]。 在与尤里·费尔什廷斯基 (Yuri Felshtinsky) 合著的一本书中，利特维年科声称FSB是爆炸案的幕后黑手[2]。

### 记者
- 阿尔乔姆·博罗维克 据格里高利·亚夫林斯基称，他调查了莫斯科公寓爆炸案，并准备了一系列关于这些事件的出版物。 他收到无数死亡威胁，并于2000年3月死于飞机失事[3]
- 安娜·波利特科夫斯卡娅 于 2006 年被谋杀。她曾向2004年总统候选人询问了爆炸事件[4]。

### 外交官
- 伊戈尔·波诺马列夫（英语：Igor Ponomarev）在预定与利特维年科的线人马里奥·斯卡拉梅拉（英语：Mario Scaramella）（亦是涉嫌刺杀利特维年科的嫌疑人）会面前不久在伦敦去世[5][6]。

### 政客
- 谢尔盖·尤申科夫 国家杜马议员，为调查爆炸事件而成立的非官方谢尔盖·科瓦廖夫委员会副主席，于2003年4月遇刺身亡。
- 尤里·谢科奇欣 国家杜马议员，兼科瓦廖夫委员会成员，2003年7月3日被毒死[7][8][9][10]
- 奥托·拉齐斯 科瓦廖夫委员会成员，于 2003年11月遭到袭击两年后因车祸去世[11]。

### 联邦安全局人员
- 日耳曼·乌久莫夫（英语：German Ugryumov） FSB将军，是其反恐部门的关键人物。据称他负责管理1999年公寓楼爆炸案的调查，2001年5月31日自杀，在那前一天，他收到一个包裹，据信包含他的黑材料(Компромат)和提拔他为上将的通知[12][13][14]。
- 马克西姆·拉佐夫斯基（英语：Maxim Lazovsky） FSB 官员。据称参与1994年莫斯科爆炸案的策划。
- 弗拉基米尔·罗曼诺维奇(，Vladimir Romanovich) FSB 官员。米哈伊尔·特雷帕什金认定他是租用爆炸案中其中一栋被炸建筑物地下室的人，他在塞浦路斯的一场肇事逃逸事故中丧生[15]。
- 被暗杀的亚历山大·利特维年科和后来被捕的米哈伊尔·特雷帕什金亦都曾是FSB成员。

### 案件官方嫌疑人
- 伊本·哈塔卜 出生于沙特阿拉伯的圣战者，被FSB毒死。
- Denis Saitakov，来自乌兹别克斯坦的鞑靼人[16]于1999-2000年在格鲁吉亚被杀[17][18] )
- Khakim Abayev，卡拉恰伊族人，2004年5月在印古什被FSB特种部队杀害[19]
- Ravil Akhmyarov， [20]鞑靼人，1999-2000 年在车臣遇害[18]
- Timur Batchayev，卡拉恰伊族人[21]， 在格鲁吉亚与警察的冲突中丧生，在此期间克雷姆沙克纳洛夫（俄语：Крымшамхалов, Юсуф Ибрагимович）被捕[18]
- Zaur Batchayev，卡拉恰伊族人[22]， 于1999-2000年在车臣遇害[18]

## 失踪者
- 阿切梅兹·戈奇亚耶夫 卡拉恰伊人, 在Dyshenkov的要求下租用了被炸毁建筑物的地下室，根据后来车臣中间人交给谢尔盖·科瓦廖夫委员会的录音带，他称在发现自己被陷害后，向警方报告了其他被安置炸弹的建筑物，并使Borisovskiye Prudy大街和Kapotnya的公寓楼里的炸弹被拆除。俄罗斯官方指认他为爆炸案主谋。
- 梁赞被挫败的爆炸阴谋(俄国官方后称是“反恐演习”)中被捕的三名FSB特工（两男一女）尽管他们的照片曾被发布到俄罗斯电视上，但他们的身份和下落仍然未知。